# ŽNL Ličko-senjska 2021./22.
Ovaj članak je podtema članka: 5. rang HNL-a 2021./22.

ŽNL Ličko-senjska u sezoni 2021./22. je predstavljala jedinu županijsku ligu u Ličko-senjskoj županiji, te ligu petog stupnja hrvatskog nogometnog prvenstva. 
 
Sudjelovalo je šest klubova, a prvak lige je postao klub "Velebit" iz Žabice. 
 
Reorganizacijom ligaškog sustava od sezone 2022./23., ŽNL Ličko-senjska je postala ligom šestog stupnja. 

## Sustav natjecanja
6 klubova je igralo trokružnim liga-sustavom (15 kola). 

## Sudionici
- Bunjevac-Gavran Krivi Put
- Croatia 92 Lički Osik
- Lika 95 Korenica
- Plitvice Mukinje (Plitvička Jezera)
- Sokolac Brinje
- Velebit Žabica

## Ljestvica
| mj. | klub                                | ut. | pob. | ner. | por. | gol+ | gol- | bod | bod- |
| --- | ----------------------------------- | --- | ---- | ---- | ---- | ---- | ---- | --- | ---- |
| 1.  | Velebit Žabica                      | 15  | 9    | 4    | 2    | 21   | 10   | 31  |      |
| 2.  | Sokolac Brinje                      | 15  | 9    | 3    | 3    | 34   | 19   | 30  |      |
| 3.  | Croatia 92 Lički Osik               | 15  | 6    | 4    | 5    | 33   | 24   | 22  |      |
| 4.  | Lika '95 Korenica                   | 15  | 6    | 1    | 8    | 20   | 33   | 18  | -1   |
| 5.  | Bunjevac-Gavran Krivi Put           | 15  | 4    | 3    | 8    | 22   | 28   | 13  | -2   |
| 6.  | Plitvice Mukinje (Plitvička Jezera) | 15  | 2    | 3    | 10   | 20   | 36   | 8   | -1   |

## Rezultatska križaljka
| kratica | klub                                | BUNJ          | CRO      | LIKA     | PLI           | SOK      | VEL      |
| --- | ----------------------------------- | ------------- | -------- | -------- | ------------- | -------- | -------- |
| BUNJ | Bunjevac-Gavran Krivi Put           |               | 2:1      | 1:3      | 1:4           | 2:2      | 1:0, 1:2 |
| CRO | Croatia 92 Lički Osik               | 1:0, 3:0 p.f. |          | 3:0 p.f. | 3:1, 4:0      | 3:3      | 2:2      |
| LIKA | Lika '95 Korenica                   | 1:7, 3:0 p.f. | 0:3, 4:3 |          | 2:2, 2:0      | 0:4      | 1:2, 1:0 |
| PLI | Plitvice Mukinje (Plitvička Jezera) | 2:2, 0:3      | 4:4      | 1:2      |               | 4:1, 0:2 | 0:1      |
| SOK | Sokolac Brinje                      | 1:0, 4:1      | 3:1, 2:1 | 2:1, 3:0 | 4:1           |          | 1:2      |
| VEL | Velebit Žabica                      | 0:0           | 2:0, 1:1 | 2:0      | 2:1, 3:0 p.f. | 0:0, 2:1 |          |
| |                                     |               |          |          |               |          |          |
| podebljan rezultat - utakmice od 1. do 5., te od 11. do 15. kola (1. i 3. utakmica između klubova) rezultat normalne debljine - utakmice od 6. do 10. kola (2. utakmica između klubova) rezultat nakošen - nije vidljiv redoslijed odigravanja međusobnih utakmica iz dostupnih izvora rezultat nakošen i smanjen * - iz dostupnih izvora nije uočljiv domaćin susreta prekrižen rezultat - poništena ili brisana utakmica p - utakmica prekinuta 3:0 p.f. / 0:3 p.f. - rezultat 3:0 bez borbe |                                     |               |          |          |               |          |          |

 Izvori: 

## Najbolji strijelci
Izvori:
Strijelci 10 i više golova u ligi. 
| 12 golova - Tomislav Vranić (Sokolac) 10 golova - Marko Svetić (Velebit) |

## Vanjske poveznice
- nogometnisavezlsz.hr, Nogometni savez Ličko-senjske županije